# Tarakasura

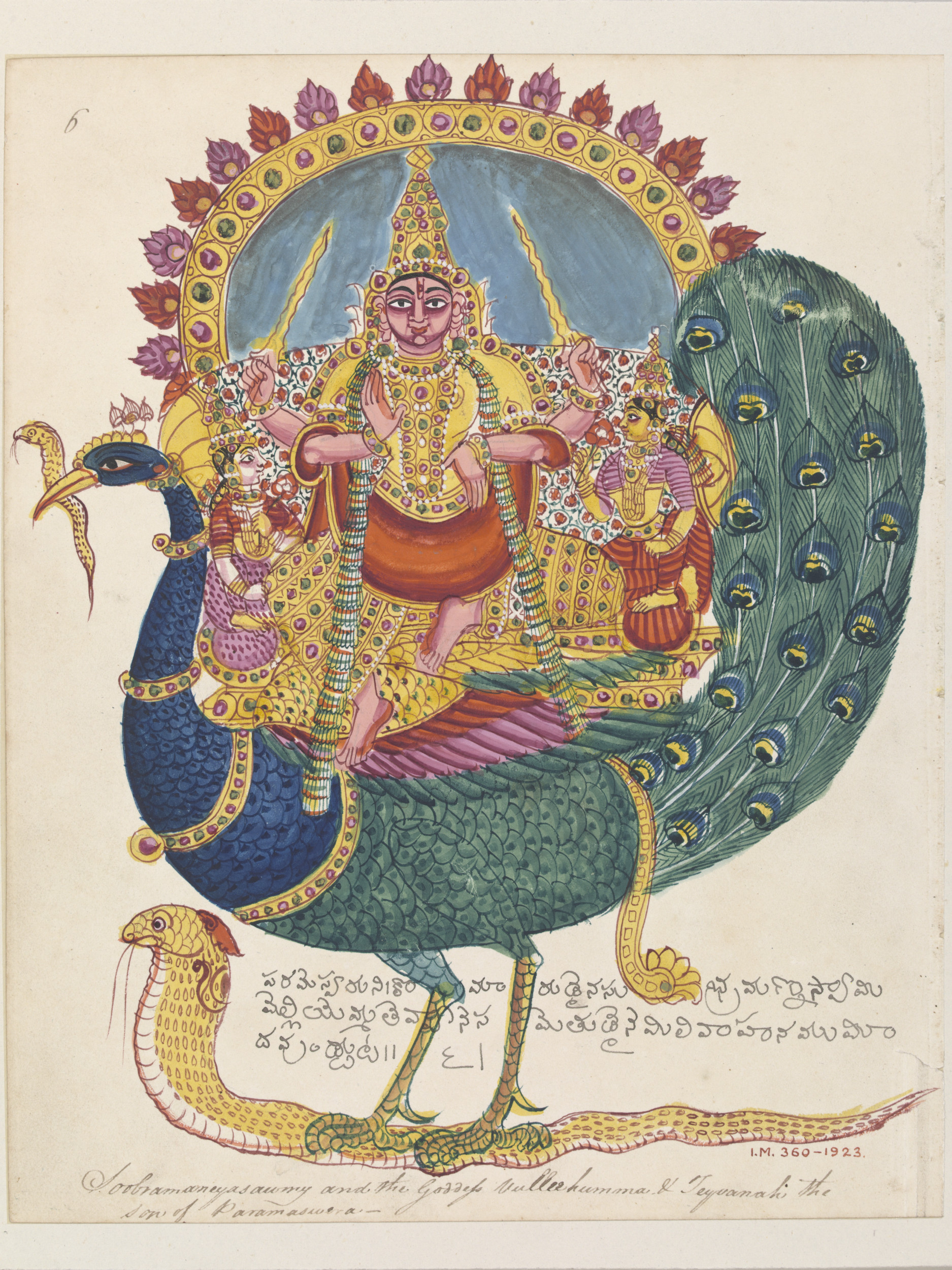
Subrahmanya (Kartikeya), de oorlogsgod, die Tarakasura versloeg, schildering, circa 1820-1825

Tarakasura (Taraka) is een asura (demon) in het Hindoeïsme, die door de oorlogsgod Kartikeya werd verslagen. Tarakasura is de zoon van Vajranaka en de apsara Maya. Surapadman en Simhamukha(n) zijn de broers van Tarakasura. Tarakasura heeft drie zonen: Tarakaksa, Kamalaksa en Vidyunmalin. Hari is zijn kleinzoon, Tarakaksa's zoon.
Tarakasura wist met zijn asura's telkens opnieuw de deva's (goden) te verslaan, omdat hij door een gunst van Brahma enkel kon worden verslagen door een zoon van Shiva. Maar Shiva was een asceet en bovendien was zijn echtgenote Sati (een incarnatie van Adi Shakti, 'eerste kracht') overleden. Ooit waren Adi Shakti en Shiva samen het hermafrodiete wezen Ardhanarishvara. Sati was echter herboren als Parvati, de dochter van Himavat (Parvat, 'berg'), de leider van de bergen en Mena. Om Shiva en Parvati met elkaar te verbinden schoot Kamadeva, de god van de begeerte (kama), zijn liefdespijl op Shiva af. Shiva wierp daarop een vernietigende blik op Kamadeva, die tot as verging. Kamadeva werd later weer tot leven gewekt. Parvati en Shiva maakten kennis met elkaar en trouwden. Door de vloek van Sarasvati waren de goden niet meer in staat nakomelingen te krijgen. Sarasvati had dat bepaald, nadat Brahmâ, haar gemaal, getrouwd was met Gayatri, toen Sarasvati niet op tijd bij een offerplechtigheid aanwezig was. Parvati wilde dolgraag een zoon. Toen nam Agni, de vuurgod, zaad van Shiva mee en liet het in de Ganges vallen. Toen ontstond aan de oever van de rivier Kartikeya (Skanda, Kumara, Subrahmanya). Kartikeya kreeg  zes hoofden, toen de zes Pleiaden (Kirttikah) in de rivier kwamen baden en hen alle zes hun borst aanboden om hem te zogen. Kartikeya werd volgens een andere versie als zes jongens geboren en door de Rishi's, de Prajapati's, opgevoed. Toen Parvati hen zag omhelsde ze hen zo innig, dat ze voortaan één lichaam hadden met zes hoofden. Toch wordt Kartikeya ook met één hoofd afgebeeld.
De schrijver Kalidasa (rond de vierde eeuw) baseerde zijn 'Kumara Sambhava' (de geboorte van Kumara) op dit verhaal.
Kartikeya versloeg zowel Tarakasura als diens broers Surapadman en Simhamukhan. Surapadman werd de pauw, die als vahana (rijdier) diende voor Kartikeya en Simhamukhan werd de leeuw, waarop Durga, een vorm van Parvati als krijgsgodin, reed.

## Tarakasura's drie zonen
Nadat Tarakasura werd verslagen, trokken zijn zonen Tarakaksa, Kamalaksa en Vidyunmalin zich terug op een bergtop om kracht te verzamelen. Ze wonnen de gunst van Brahma en vroegen om drie steden om er duizend jaar te mogen wonen, waarna Shiva hen zou verdelgen. De demon Maya bouwde de steden. Er verrees een gouden stad in de hemel, waar Tarakaksa regeerde; een zilveren stad in de lucht, waar Kamalaksa koning was; een ijzeren stad op aarde van Vidyunmalin. Er kwamen miljoenen demonen wonen. Hari was een zoon van Tarakaksa en die vroeg aan Brahma een meer, om dode demonenstrijders tot leven te wekken. Toen zaaiden de demonen dood en verderf op aarde. Zelfs Indra was met zijn Maruts (stormgoden) niet tegen hen opgewassen. Ten slotte schoot Shiva een pijl op de drievoudige demonenstad, die in vlammen opging. Zo werden de goden, mensen en dieren van de demonen (Daitya's) verlost.